# هارالد شارف
هارالد شارف (بالدنماركية: Harald Scharff)‏ (ولد في 20 فبراير 1836 - توفي في 3 يناير 1912) كان راقص باليه مرتبط بالمسرح الملكي الدنماركي في منتصف القرن التاسع عشر. جمال شارف الجسدي وأسلوب رقصه اللامع جلبا له شهرة كبيرة، وكان من أهم ما أدى في عروض باليه مهرجان الزهور في جينزانو ونابولي كانت الانتصارات.
كان شارف صديقا حميما (ربما حبيبا وعشيقا في أوائل ستينيات القرن التاسع عشر) للشاعر هانس كريستيان أندرسن. ويعتقد أن قصة «الرجل الثلجي» لأندرسن من علاقتهما. التقى شارف للمرة الأولى أندرسن عندما كان الأخير في الخمسينات من عمره. كان الاثنان، على الأقل، صديقين مقربين لبعض الوقت وكان من الواضح أن أندرسن كانا مفتونا به. من الصعب معرفة ما إذا كانت علاقتهما الجنسية حقيقية، على الرغم من أن مذكرات أندرسن تشير إلى أنها كانت كذلك. تناول شارف عدة وجبات عشاء مع أندرسن وأهداه فرشاة أسنان فضية إلى الشاعر في عيد ميلاده السابع والخمسين، جعل علاقتهما وثيقة أكثر.
توترت علاقتهما في نهاية المطاف وخطب شارف كاميلا بيترسن، وهي راقصة باليه، ولكنه تزوج من ألفيدا مولر في عام 1874 والتي ستتركه فيما بعد. توقفت مهنة شارف بشكل مفاجئ في عام 1871 عندما قام بقلب رضفة رجله أثناء التمارين. التجه بعدها إلى التمثيل دون نجاح وتوفي في عام 1912 بعد سنوات أخيرة في حياته قضاها في مستشفى للأمراض العقلية.

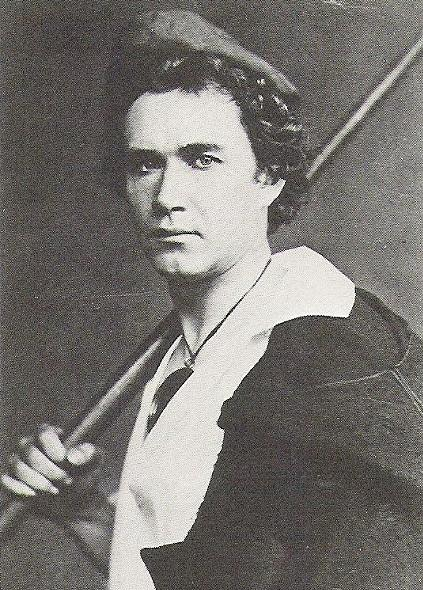
هارالد شارف في عام 1860 في دور جينارو في عرض الباليه نابولي

## شارف وأندرسن
في عام 1857، كان شارف البالغ من العمر 21 عامًا في عطلة في باريس مع زميله في كوبنهاغن ذو ال28 عامًا، الممثل لوريتز إيكاردت عندما التقى للمرة الأولى بهانس كريستيان أندرسن. كان الشاعر عائداً إلى كوبنهاغن عبر باريس بعد زيارة تشارلز ديكنز في إنجلترا. قام شارف وأندرسون بجولة في نوتردام دو باري معًا.
كان شارف فنانًا يحظى بتقدير كبير في الدنمارك، بعد أن خلف في أغسطس بورنفيل كراقص باليه في الباليه الملكية. بعد تقاعده، وصف بورتونفيل شارف بأنه «مليء بالحياة والخيال... هو بلا شك أفضل محبي منذ أن غادرت!» كان شارف وزميله أعضاء في دائرة من الشبان غير المتزوجين المرتبطين بالمسرح الملكي، وهي الدائرة التي احتقرها جوناس كولين، حفيد أول مُساند لأندرسن في كوبنهاغن، مُعبرا عن كرهه واشمئزازه منها في رسائل إلى أندرسن في أوائل ستينيات القرن التاسع عشر.
في أوائل يوليو عام 1860، التقى شارف وإيكاردت بأندرسن عن طريق الصدفة في بافاريا. تصادق الثلاثة حينها لمدة أسبوع، ومن المحتمل أن أندرسن وقع في حب شارف في هذا الوقت. غادر شارف وإيكاردت إلى سالزبورغ، وكتب أندرسن، وفقًا لمذكراته، «بأنه لم يشعر بأنه بخير» عندما غادر الشابان. الارتباط مع رجل شهير ومميز مثل أندرسن ممكن أن يكون جاذباً لشارف، وبدأت المراسلات بين الاثنين (والتي تم تدميرها كلها). أرسل أندرسن صورته لشارف.
بعد رحيل شارف وإيكاردت إلى سالزبورغ، سافر أندرسن إلى سويسرا لكنه أصبح يائسًا وعاد إلى كوبنهاغن. أمضى عطلة عيد الميلاد في بيت صديق ارستقراطي. رفعت معنوياته مع الاحتفالات وألف قصة«الرجل الثلجي» في ليلة رأس السنة الجديدة 1860-1861. قرر أندرسن فتح قلبه بالكامل إلى شارف، فأرسل إلى الراقص الشاب صورة لنفسه في وضع مغري مع تحية باستخدام كلمة «دو» الحميمة: «عزيزي شارف، هذه لك مجددا من كريستيان أندرسن.» تبادل الرجلان هدايا عيد الميلاد في أوائل عام 1861: أعطى أندرسن إلى شارف مجموعة من قصصه المكونة من خمسة مجلدات، وقدم شارف إلى أندرسون نسخة من منجوته مينيرفا للنحات الدنماركي هيرمان بيسن. جعلت كوبنهاغن أندرسن غاضبا وسيئ المزاج، غادر إلى روما في 4 أبريل 1861.

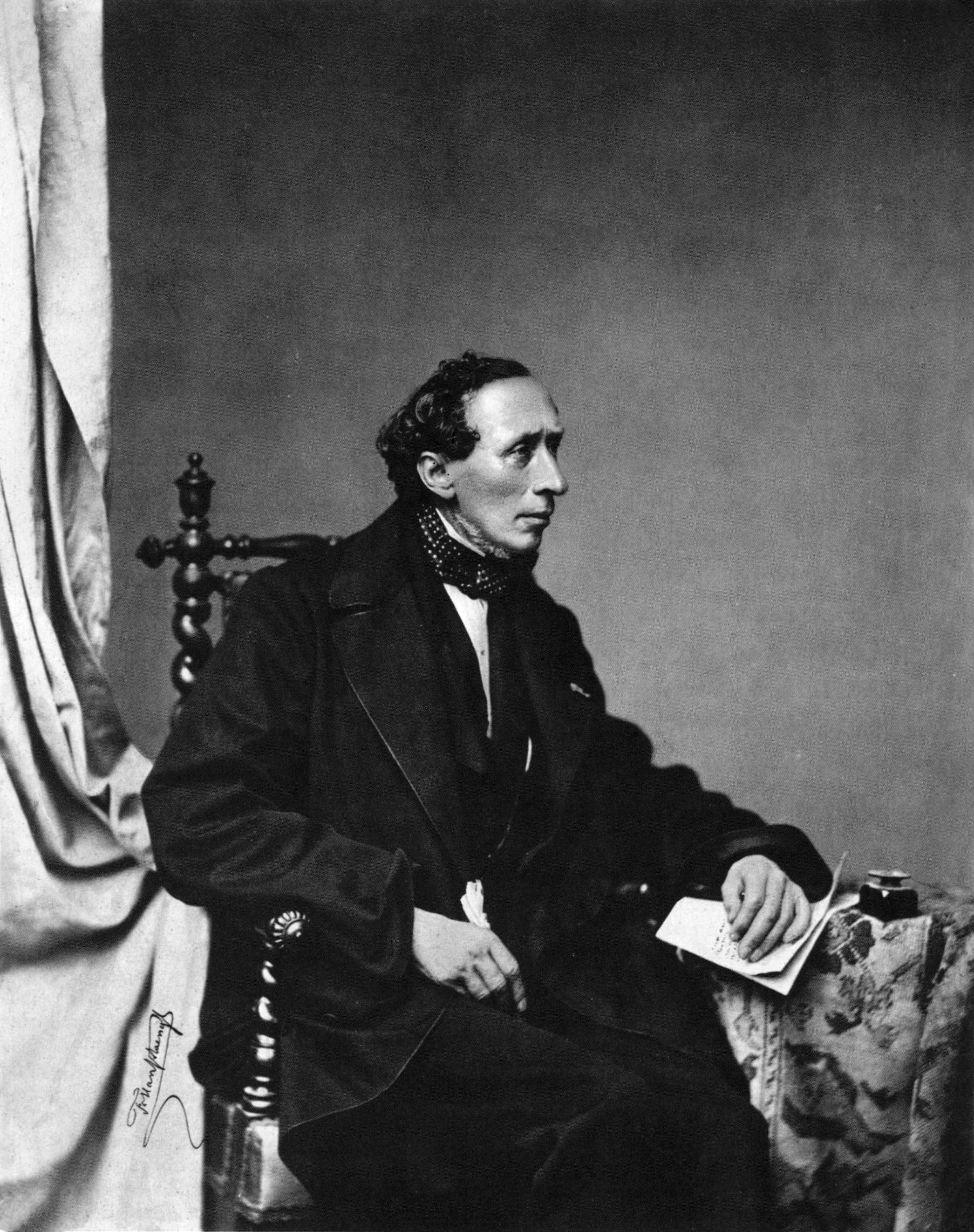
لوحة لهانس كريستيان أندرسن في عام 1860

عندما عاد أندرسن إلى كوبنهاغن في بداية العام الجديد عام 1862، كان شارف في انتظاره. في مذكراته يوم 2 يناير 1862، أشار أندرسن إلى أن شارف «يحيط بي؛ وألقى بنفسه حول رقبتي وقبلني!» في مداخل أخرى لشهر يناير 1862، وصف شارف بأنه «متفرغ للغاية... حميم للغاية... متحمّس ومحب». في شهر فبراير، لاحظ الشاعر أن شارف كان «حميمًا وتواصليًا»، وفي مارس أشار إلى «زيارة من شارف... تبادلت معه جميع أسرار القلب الصغيرة، وأنا أتوق إليه يوميًا». في وقت لاحق في شهر مارس كتب: «شارف محبوب جدا... أعطيته صورتي.» أعطى شارف فرشاة أسنان فضية منقوشة باسمه وتاريخ في عيد ميلاد أندرسن السابع والخمسين.
في شتاء 1861-1862، دخل الرجلان في علاقة حب كاملة جعلت أندرسن «فرحًا، نوع ما من الإشباع الجنسي ونهاية مؤقتة للوحدة». لم يكن حذرا في سلوكه مع شارف، وعرض مشاعره بشكل مفتوح جدا. نظر الأخرون إلى العلاقة على أنها غير لائقة ومثيرة للسخرية. في مذكراته لشهر مارس 1862، أشار أندرسن إلى هذا الوقت في حياته «فترة شهيته الجنسية».
انتهت العلاقة لما انسحب شارف تدريجياً منها حيث ركز على صداقته مع المتزوجة حينها إيكاردت. في 27 أغسطس 1863، أشار أندرسن في مذكراته إلى أن شغف شارف قد برد وأن الراقص (الذي وصفه في وقت ما بأنه «الفراشة التي ترفرف بشكل متعاطف») كان يغازل مع آخرين.
في 13 نوفمبر 1863، كتب أندرسن: «شارف لم يزورني منذ ثمانية أيام؛ فقد انتهى مامعه». في شهر ديسمبر، قرأ أندرسن حكايات خرافية في منزل إيكهارت، حيث كان هناك شارف وراقصة باليه تدعى كاميلا بيترسن. أصبح الاثنان مخطوبين رغم أنهما لن يتزوجا أبداً. مثل الشبان الآخرين الذين عرفهم أندرسن في نقاط مختلفة في حياته، انتقل شارف من العلاقات الجنسية المثلية إلى العلاقات المغايرة. انتهت العلاقة العاطفية بين الرجلين على الرغم من أن أندرسن حاول دون جدوى عدة مرات إغراء شارف إلى علاقة أخرى دون نجاح. عندما أجبرا على المبيت في فندق في هلسنغور في صيف عام 1864 أثناء قيامهم بجولة، على سبيل المثال، حجز أندرسن غرفة مزدوجة لهما، لكن شارف أصر على وجود غرفته الخاصة.